# Occallatibacter riparius
Occallatibacter riparius es una bacteria gramnegativa del género Occallatibacter. Fue descrita en el año 2016, es la especie tipo. Su etimología hace referencia a río. Es aerobia, móvil y con cápsula. Tiene un tamaño de 0,6-0,7 μm de ancho por 1-2 μm de largo. Catalasa positiva y oxidasa negativa. Forma colonias mucosas, traslúcidas, lisas, brillantes, convexas, de color entre blanco y rosa claro y con márgenes enteros. Temperatura de crecimiento entre 11-40 °C, óptima de 26-37 °C. Tiene un contenido de G+C de 59,6%. Se ha aislado de la orilla del río Okavango, en Namibia. 